# R239 (route russe)
La route fédérale R-239, appelée aussi  Route d'Orenburg  (russe : Чуйский тракт), relie les villes de Kazan - Orenbourg - Akbulak - jusqu'à la frontière Russie-Kazakhstan. Il y a 56 000 voitures qui empruntent le tronçon au niveau de l'entrée de Kazan.